# American Philosophical Society

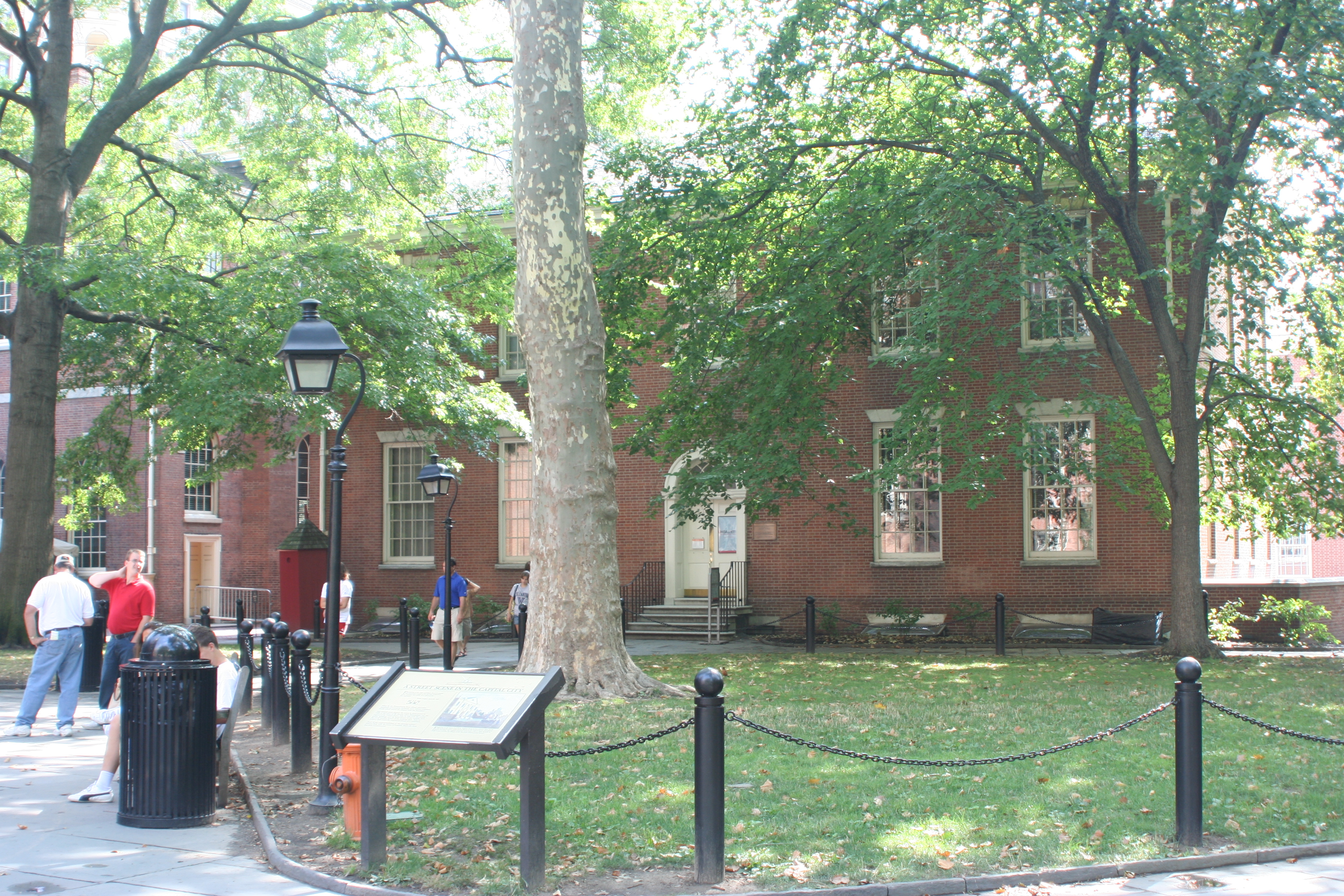
Westseite des Sitzes der American Philosophical Society, Philosophical Hall, Philadelphia.

Die American Philosophical Society (APS) wurde 1743 von Benjamin Franklin, John Bartram, Francis Hopkinson und anderen in Philadelphia gegründet. Durch Forschungsstipendien, die Herausgabe von Zeitschriften, die Unterhaltung einer umfangreichen Bibliothek und regelmäßige Treffen fördert diese philosophische Gesellschaft viele Disziplinen der Geistes- und Naturwissenschaften. Sie hat eine internationale Reputation und spielte eine bedeutende Rolle im amerikanischen Geistesleben.

## Gebäude

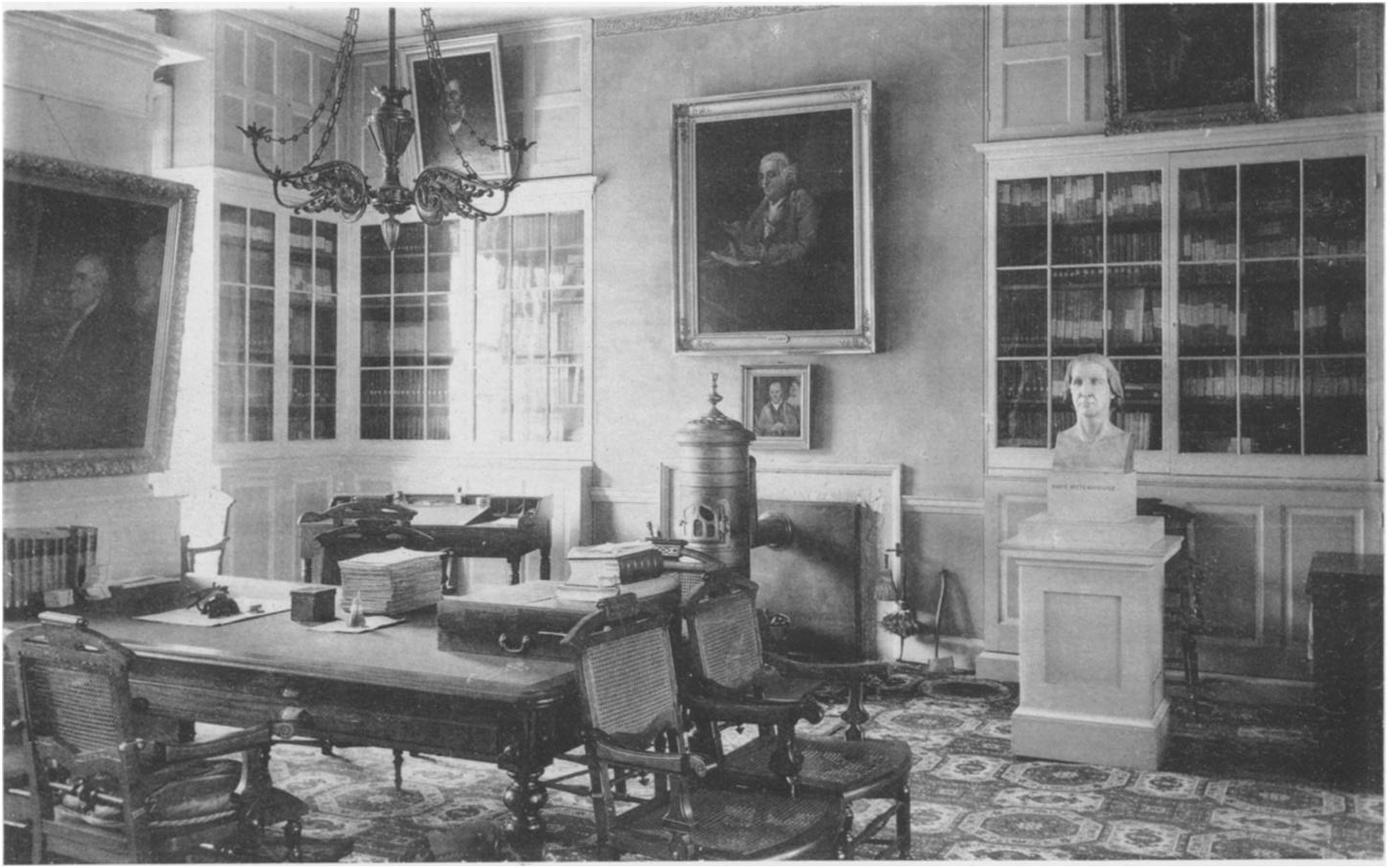
Sitzungsraum der APS im 19. Jahrhundert

Der Sitz ist in Philadelphia, wo auch historische Gebäude der Gesellschaft stehen, darunter die Philosophical Hall (104 South Fifth Street im Independence National Historic Park von Philadelphia), die 1785 bis 1789 als Sitz der Gesellschaft gebaut wurde, heute Museum der APS ist (aber auch Teile der Verwaltung) und die 1965 Historical National Landmark wurde. Gegenüber befand sich die Bibliothek (Library Hall) von 1789/90, die später zerstört wurde, aber von der APS mit rekonstruierter Fassade neu erbaut wurde. Die Treffen der Gesellschaft finden in der Benjamin Franklin Hall statt (425-429 Chestnut Street), einem Bankgebäude aus dem 19. Jahrhundert. In der benachbarten Richardson Hall sind Teile der Verwaltung untergebracht.

## Geschichte und bedeutende Mitglieder
Zu den frühen Mitgliedern gehören und gehörten George Washington, John Adams, Thomas Jefferson, Alexander Hamilton, Thomas Paine, Benjamin Rush, James Madison, David Rittenhouse, John Marshall und zu den frühen ausländischen Mitgliedern Alexander von Humboldt, Marie-Joseph Motier, Marquis de La Fayette, Friedrich Wilhelm von Steuben, Tadeusz Kościuszko und die Prinzessin Daschkowa (1789 gewählt und erste Frau in der APS). Bald nach der Gründung verfielen sie ab 1746 bis 1767 in eine Zeit der Inaktivität, bevor sie sich 1769 mit der American Society for Promoting Useful Knowledge vereinigten unter einem neuen Namen (American Philosophical Society Held at Philadelphia for Promoting Useful Knowledge). Erster Präsident war Benjamin Franklin, damals der bedeutendste amerikanische Wissenschaftler und ein führender Politiker. Damals hatte die Gesellschaft ein ständiges Komitee, um Neuerungen wie Kanalbauprojekte zu beurteilen. Nach der amerikanischen Revolution übernahm Francis Hopkinson die Leitung, der die Unabhängigkeitserklärung mit unterschrieben hatte und unter dessen Einfluss die APS Grundstücke vom Staat in Philadelphia erhielt, um ihre Versammlungshalle zu bauen.
1834 gründete man in Kooperation mit dem Franklin Institute unter Leitung von James Pollard Espy ein Komitee für Meteorologie, das ein Netz von Stationen zur Wetterbeobachtung aufbaute.
Viele berühmte Wissenschaftler und Personen des öffentlichen Lebens waren Mitglieder, darunter John James Audubon, Charles Darwin, Louis Pasteur, Robert Fulton im 19. Jahrhundert und Thomas Edison, Linus Pauling, Albert Einstein, Robert Frost im 20. Jahrhundert. Die Mitglieder werden von der Gesellschaft gewählt. Es gibt (Stand 2019) rund 1000 Mitglieder, davon 840 resident members (Bürger der Vereinigten Staaten oder mit ständigem Aufenthalt dort) und 160 ausländische Mitglieder aus rund zwei Dutzend Ländern. Von 1743 bis 2019 gab es insgesamt 5676 Mitglieder, von denen über 260 den Nobelpreis erhielten. Es gibt fünf Klassen: Klasse 1 Mathematik und Physik (Mathematical and Physical Sciences), Klasse 2 Biologie und Medizin (Biological Sciences), Klasse 3 Sozialwissenschaften (Social Sciences), Klasse 4 Geisteswissenschaften (Humanities) sowie Klasse 5 andere Mitglieder aus dem öffentlichen Leben und der Künste (Professions, Arts and Affairs).

## Publikationen

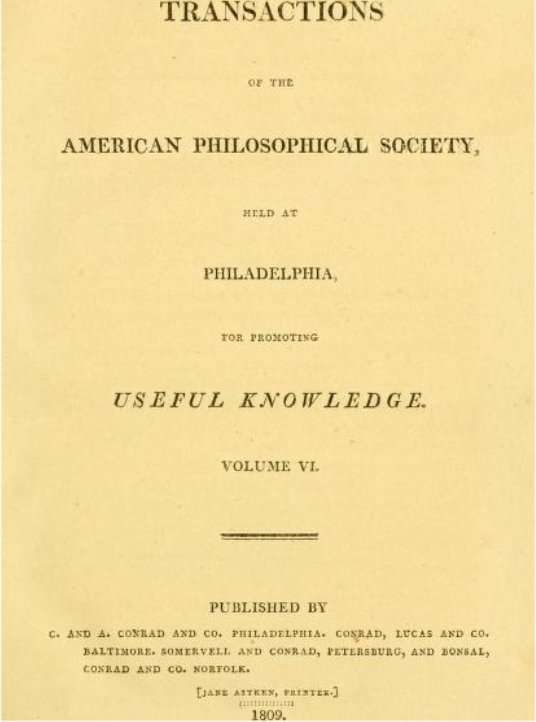
Cover der Transactions, 1809

Die APS veröffentlicht seit 1771 die Transactions of the American Philosophical Society (ISSN 0065-9746). Laut JSTOR ist es eine der ältesten wissenschaftlichen Publikationen der USA. In den Transactions wurde zunächst über Ereignisse in der APS berichtet, inklusive Wahlen oder Sterbefälle, und es ist heute eine Schriftenreihe, in der pro Jahr fünf Monographien erscheinen.
Seit 1838 erscheinen die Proceedings of the American Philosophical Society (ISSN 0003-049X), die bei den zweimal im Jahr erfolgenden Treffen der Gesellschaft vorgestellte Arbeiten publizieren. Außerdem können Autoren Artikel einreichen, die einem Peer-Review unterzogen werden.
Seit 1937 erscheinen die Memoirs, eine zweite Reihe von Monographien mit Büchern aus verschiedenen Disziplinen.
Die APS veröffentlichte auch die gesammelten Werke von Benjamin Franklin, Joseph Henry, William Penn, Meriwether Lewis und William Clark.

## Preise der Gesellschaft

Magellanic Premium, Vorderseite der Goldmedaille

Seit 1790 vergibt die Gesellschaft die Magellanic Premium für Leistungen in Navigation, Astronomie und Naturwissenschaften. Es ist der älteste wissenschaftliche Preis einer amerikanischen Organisation, der noch vergeben wird. Andere Preise sind der Judson Daland Prize für herausragende Leistungen in klinischer Forschung, die Benjamin Franklin Medal, der Barzun-Preis für Kulturgeschichte, der Lashley Award in Neurobiologie, der Lewis Award sowie die Thomas Jefferson Medal für herausragende Leistungen in den Künsten, Geistes- und Sozialwissenschaften.